# La cambiale

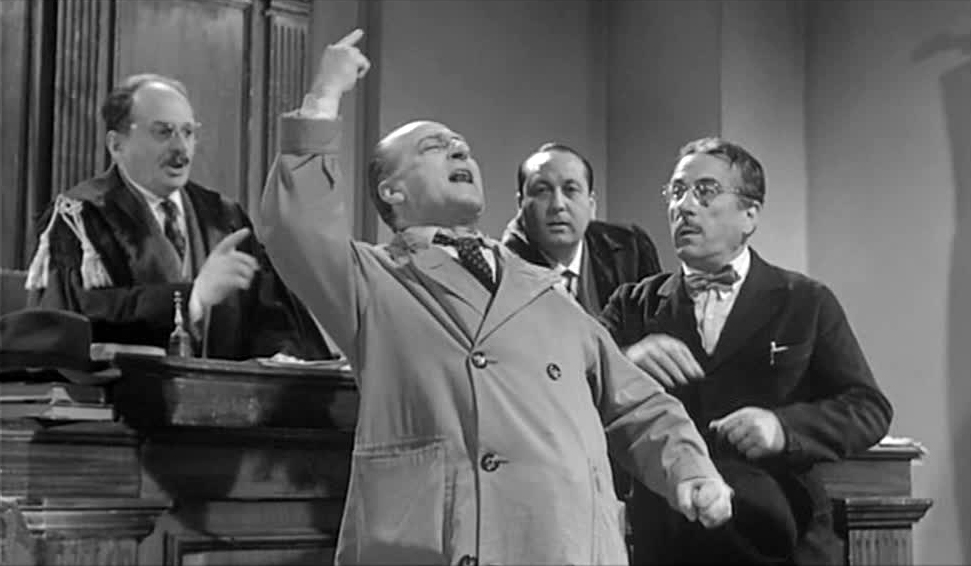
Eduardo Passarelli, Totò, Giacomo Furia et Peppino De Filippo dans une scene du film.

La cambiale est un film italien réalisé par Camillo Mastrocinque, sorti en 1959.

## Synopsis
Le commandeur Bruscatelli, avant d'être mis en prison, laisse aux cousins Posalaquaglia une lettre de change qu'ils donnent à Temistocle Bisogni en compensation des dégâts qu'ils ont commis dans son bureau de tabac. Cette lettre subit une opposition, passe de mains en mains avant de revenir chez Bisogni qui la passe à Posalaquaglia en échange d'un faux témoignage. Les deux sont arrêtés et retrouvent Bruscatelli, qui renouvelle la lettre de change avec une autre équivalente.

## Distribution
- Aroldo Tieri : Bruscatelli
- Vittorio Gassman : Michele
- Sylva Koscina : Odette Mercury
- Ugo Tognazzi : Alfredo Balzarini
- Giorgia Moll : Maria
- Eduardo Passarelli : le juge
- Gina Rovere : Lola Capponi